# Luciano Pérez Platero
Luciano Pérez Platero (Arizaleta, 8 gennaio 1882 – Burgos, 14 giugno 1963) è stato un arcivescovo cattolico spagnolo.

## Biografia
Apparteneva a una famiglia molto religiosa: due fratelli furono gesuiti, un altro prete secolare e una sorella fu suora.
Entrò nel seminario di Pamplona e proseguì la sua formazione ecclesiastica a Salamanca e Comillas.
Ordinato prete nel 1907, esercitò il suo ministero a La Rioja e nel 1926 fu nominato uditore di Rota a Madrid.
Eletto vescovo di Segovia nel 1929, promosse l'associazione dei propagandisti cattolici, lo sviluppo della vita parrocchiale e favorì la nascita delle missionarie dell'azione parrocchiale, di cui è ritenuto fondatore.
Dopo sedici anni a Segovia, fu trasferito alla sede metropolitana di Burgos.

## Genealogia episcopale e successione apostolica
La genealogia episcopale è:
- Cardinale Scipione Rebiba
- Cardinale Giulio Antonio Santori
- Cardinale Girolamo Bernerio, O.P.
- Arcivescovo Galeazzo Sanvitale
- Cardinale Ludovico Ludovisi
- Cardinale Luigi Caetani
- Cardinale Ulderico Carpegna
- Cardinale Paluzzo Paluzzi Altieri degli Albertoni
- Papa Benedetto XIII
- Papa Benedetto XIV
- Papa Clemente XIII
- Cardinale Marcantonio Colonna
- Cardinale Giacinto Sigismondo Gerdil, B.
- Cardinale Giulio Maria della Somaglia
- Cardinale Carlo Odescalchi, S.I.
- Cardinale Costantino Patrizi Naro
- Cardinale Lucido Maria Parocchi
- Papa Pio X
- Papa Benedetto XV
- Cardinale Federico Tedeschini
- Arcivescovo Luciano Pérez Platero

La successione apostolica è:
- Vescovo Francisco Javier Santos Santiago, I.E.M.E. (1950)
- Vescovo Abilio del Campo y de la Bárcena (1952)
- Vescovo Ángel Temiño Sáiz (1952)
- Vescovo José Lecuona Labandibar, I.E.M.E. (1958)
- Vescovo Demetrio Mansilla Reoyo (1959)
- Vescovo Ignacio Prieto Vega, I.E.M.E. (1963)